# Xenasma rimicola
Xenasma rimicola är en svampart som först beskrevs av Petter Adolf Karsten, och fick sitt nu gällande namn av Donk 1957. Enligt Catalogue of Life ingår Xenasma rimicola i släktet Xenasma,  och familjen Xenasmataceae, men enligt Dyntaxa är tillhörigheten istället släktet Xenasma,  och klassen Agaricomycetes. Arten är reproducerande i Sverige. Inga underarter finns listade i Catalogue of Life.